# Stade du Moustoir
Stade du Moustoir este un stadion cu multiple utilizări din Lorient, Franța. În prezent, este folosit mai ales pentru meciurile de fotbal și este stadionul principal al FC Lorient. Capacitatea stadionului este de 16.392 de spectatori cu noua tribună sud.